# Bulbophyllum linggense
Bulbophyllum linggense är en orkidéart som beskrevs av Johannes Jacobus Smith. Bulbophyllum linggense ingår i släktet Bulbophyllum och familjen orkidéer.
Artens utbredningsområde är Små Sundaöarna. Inga underarter finns listade i Catalogue of Life.